# Robert Brackenbury
Pour les articles homonymes, voir Brackenbury.
Robert Brackenbury (mort le 22 août 1485) était un noble et courtisan anglais. Il était un partisan du roi Richard III.

## Biographie
Les terres que possédaient Brackenbury à Saleby étaient voisines de celles de Richard, alors duc de Gloucester.
À l'avènement de Richard III en 1483, Brackenbury est nommé connétable à vie de la Tour de Londres. Il est ainsi un des personnages associés avec la disparition (et le possible meurtre) des Princes de la Tour. Thomas More affirme que Brackenbury aurait reçu un message après le couronnement de Richard dans lequel le roi lui intimait de tuer les princes. Brackenbury aurait alors refusé d'obéir à cet ordre et Richard aurait envoyé James Tyrrell à la Tour. Ce dernier aurait demandé les clés pour une nuit « afin de satisfaire les besoins du roi ».
Entre août 1484 et janvier 1485, Brackenbury fut adoubé. Apprenant le débarquement du prétendant Henri Tudor en août 1485, il rassemble des soldats et rejoint le roi le 20 août. Deux jours plus tard, il est tué aux côtés du roi à la bataille de Bosworth.
Brackenbury est frappé de manière posthume d'un bill d'attainder lors du premier Parlement d'Henri VII le 7 novembre 1485. L'attainder est en partie annulé en 1489. Ses sœurs et son fils bâtard reprennent possessions de certaines de ses terres mais celles données sous le règne de Richard III restent confisquées.

## Sources
- Bennett, Michael, The Battle of Bosworth. St. Martin's Press, 1985
- Bunnett, R.J.A.; "Sir Robert Brackenbury", Various Papers, RIII Society Victoria Branch Inc.
- Green, R.F.; "Historical notes of a London citizen, 1483–1488"
- Horrox, Rosemary; Richard III: A Study in Service Cambridge University Press, 1989
- Kendall, Paul Murray; Richard III, Unwin Paperbacks, London, 1973
- Lander, J.R.; The Wars of the Roses, Alan Sutton, London, 1990
- Ross, Charles; Richard III, Methuen, London, 1981